# Klaas Vantornout
Klaas Vantornout (* 19. Mai 1982 in Roeselare) ist ein ehemaliger belgischer Cyclocrossfahrer.

## Sportlicher Werdegang
Den ersten Elite-Sieg seiner Karriere erzielte Vantornout 2003 im schweizerischen Steinmaur. Ab 2006 fuhr er für das belgische Fidea Cycling Team und ab 2008 für Sunweb Pro Job. Im Laufe seiner Karriere erzielte er sechs Siege im Superprestige und insgesamt über 40 Podiumsplatzierungen bei Klassementscrossen, wobei er oft hinter Sven Nys blieb. 2010 und 2013 wurde er Vizeweltmeister. 2013 und 2015 wurde er belgischer Crossmeister der Elite, hatte aber mit den negativen Reaktionen der Anhänger seiner Konkurrenten zu kämpfen, die ihn auf dem Podium gar ausbuhten. 2018 beendete er seine Karriere.

## Erfolge
2008/2009
Superprestige – Gieten
2009/2010
 Weltmeisterschaften
2010/2011
Superprestige – Middelkerke
2012/2013
 Weltmeisterschaften
 Belgischer Meister
Superprestige – Gieten, Middelkerke
2013/2014
Superprestige – Ruddervoorde
2014/2015
 Belgischer Meister
Superprestige – Gavere